# (4593) Reipurth
(4593) Reipurth es un asteroide perteneciente al cinturón de asteroides, descubierto el 16 de marzo de 1980 por Claes-Ingvar Lagerkvist desde el Observatorio de La Silla, Chile.

## Designación y nombre
Designado provisionalmente como 1980 FV1. Fue nombrado Reipurth en honor del astrónomo Bo Reipurth, encargado del telescopio Schmidt en el Observatorio Europeo Austral.

## Características orbitales
Reipurth está situado a una distancia media del Sol de 3,031 ua, pudiendo alejarse hasta 3,354 ua y acercarse hasta 2,708 ua. Su excentricidad es 0,106 y la inclinación orbital 9,499 grados. Emplea 1927 días en completar una órbita alrededor del Sol.

## Características físicas
La magnitud absoluta de Reipurth es 12,1. Tiene 12,767 km de diámetro y su albedo se estima en 0,144.